# 菲祖利國際機場
菲祖利國際機場（IATA代碼：FZL；ICAO代碼：UBBF）是亞塞拜然菲祖利的機場，為在一荒廢近三年且被地雷環繞的飛行場基礎之上建造，於2021年10月完工啟用，耗資約7500萬亞塞拜然馬納特（約4400萬美元）。
此機場的機坪佔地約6萬平方公尺，可供8架飛機停靠，跑道長3000公尺、寬60公尺，航廈每小時可服務約200名乘客。

## 歷史
1980年代晚期菲祖利有約17000名居民，纳戈尔诺-卡拉巴赫战争後由阿爾察赫共和國控制，在亞塞拜然軍隊撤出後即成為一鬼鎮。2020年納戈爾諾-卡拉巴赫戰爭後此城鎮重歸亞塞拜然控制，亞塞拜然隨即開始清除此地區的地雷，11月26日該國交通、通信與高科技部宣布國際民用航空組織（ICAO）已批准亞塞拜然民用航空局申請，給予包括菲祖利飛行場在內的6座機場ICAO機場代碼。
2021年1月，亞塞拜然總統伊利哈姆·阿利耶夫宣布將在菲祖利建立國際機場，1月14日舉行開工典禮。有土耳其建設公司參與機場建造。同年9月5日，一架亞塞拜然航空的空中巴士A340-500與一架絲綢之路航空的波音747-400降落於菲祖利國際機場，為此機場的跑道首次使用；10月26日，阿利耶夫與土耳其總統艾爾多安主持菲祖利國際機場的開幕典禮。

## 圖集

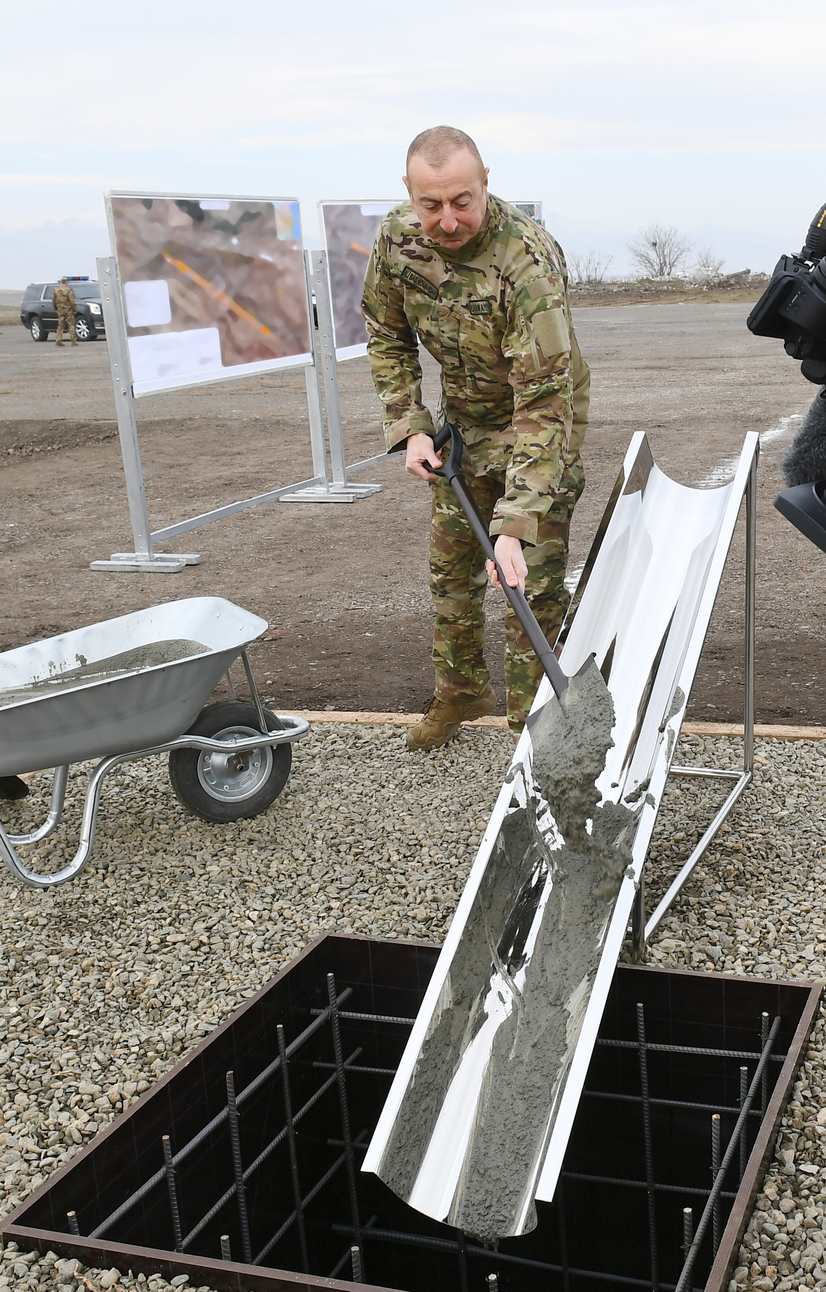
亞塞拜然總統阿利耶夫主持菲祖利國際機場動土儀式
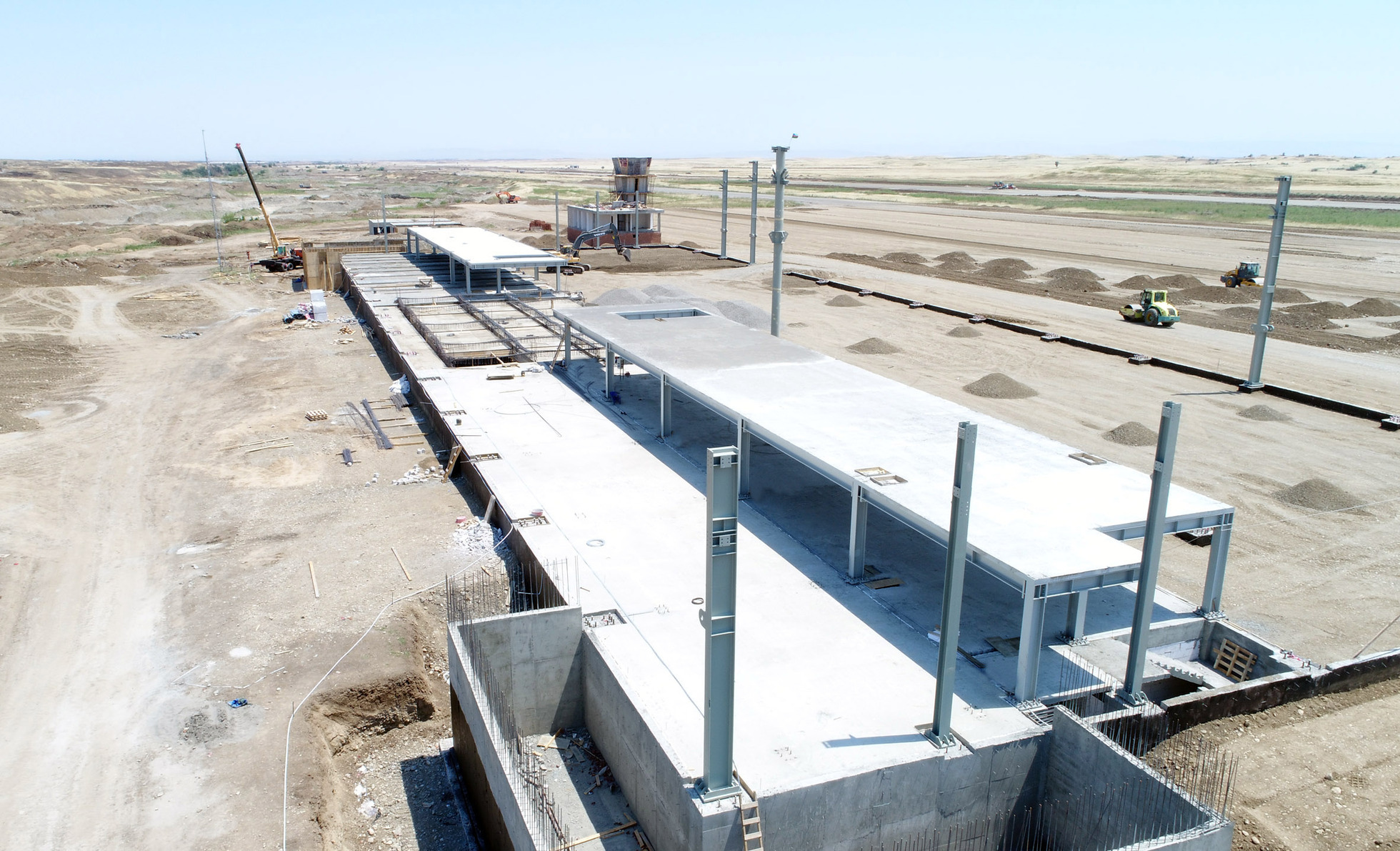
建造中的機場
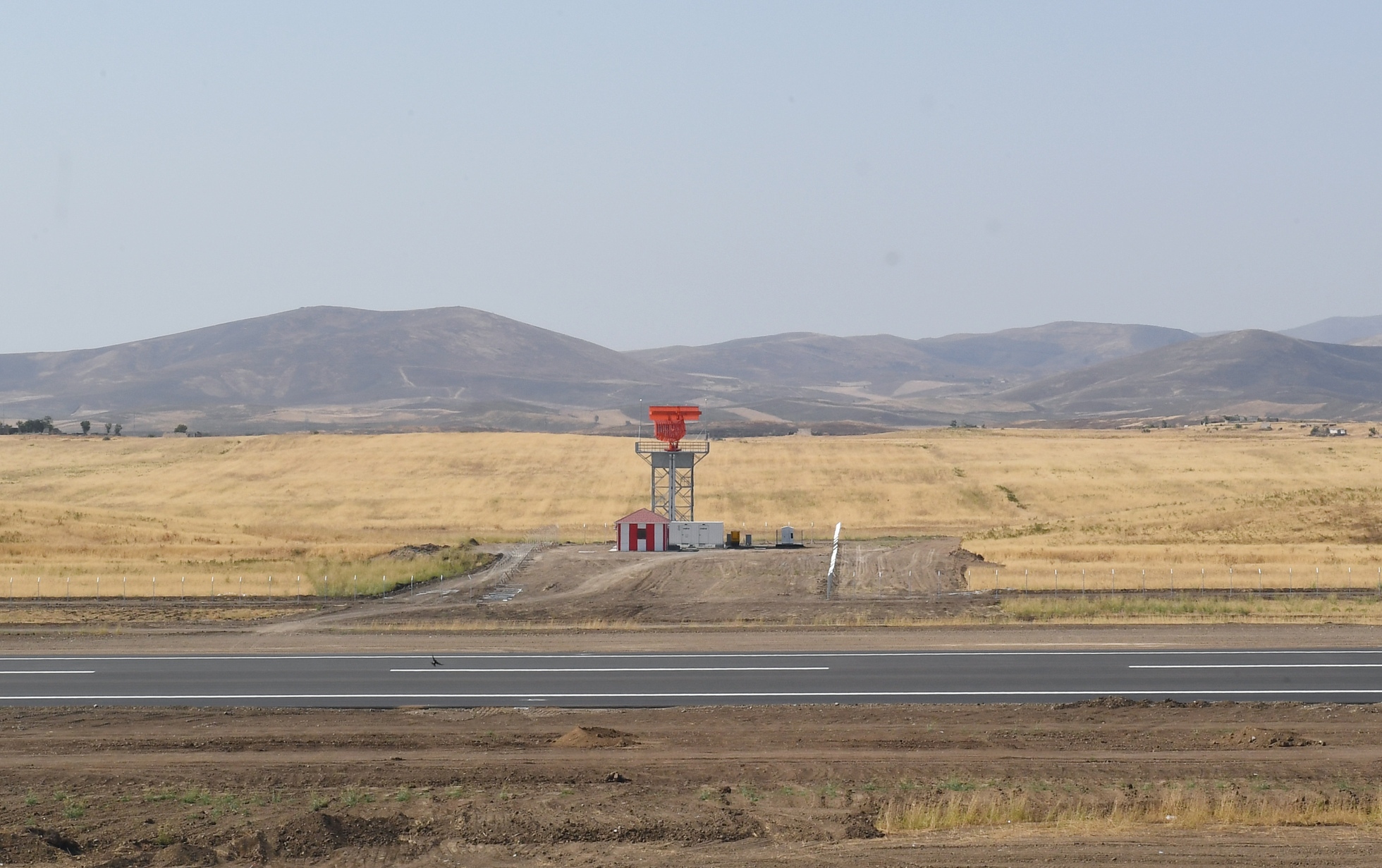
機場跑道
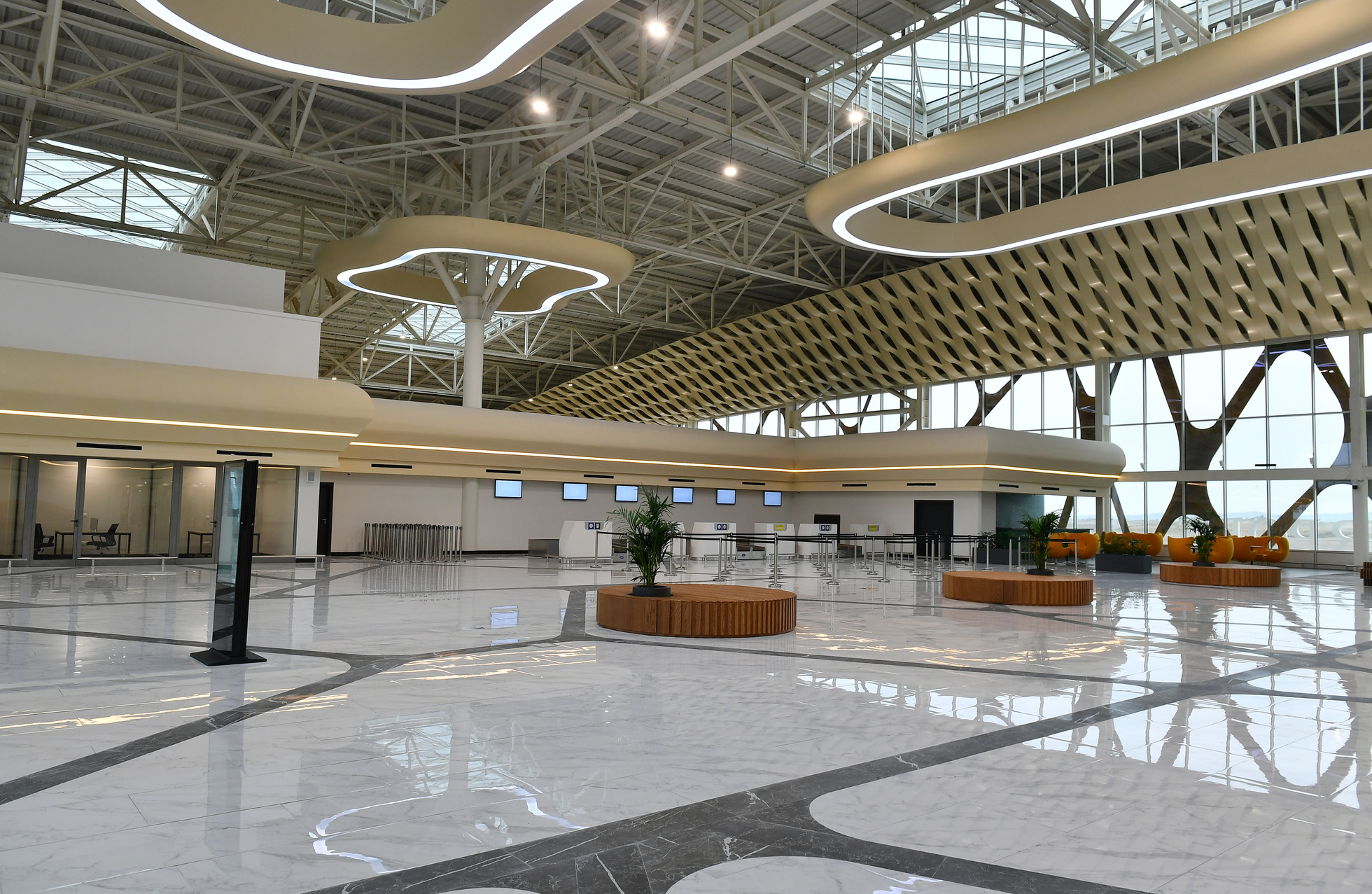
航廈內部